# Métro de Nagoya

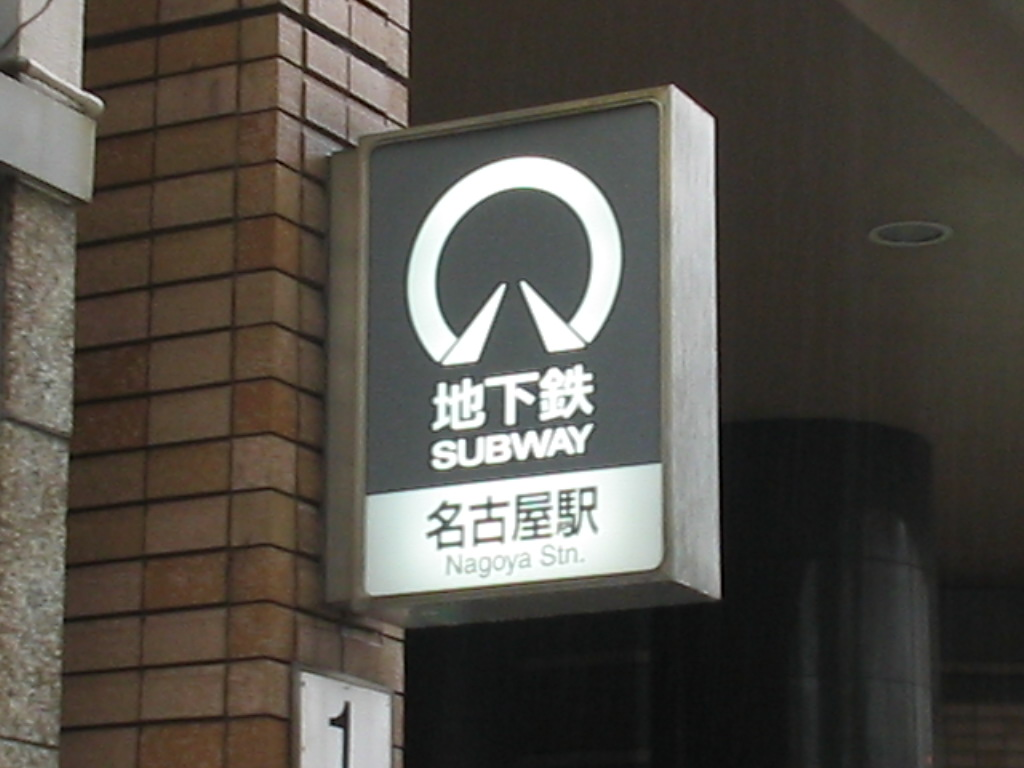
Logo du métro de Nagoya dans la rue

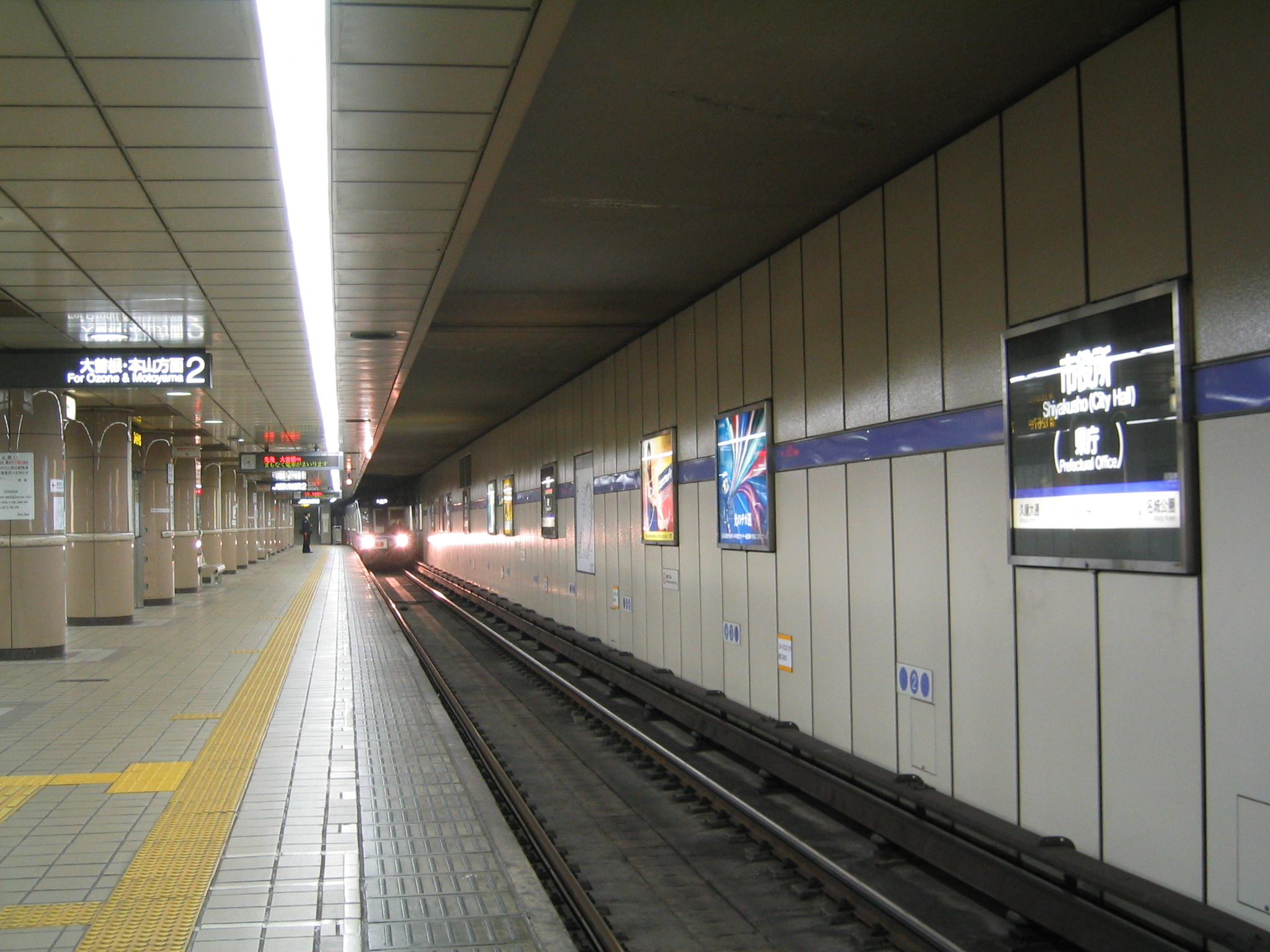
Quai de la station Shiyakusho(hôtel de ville)

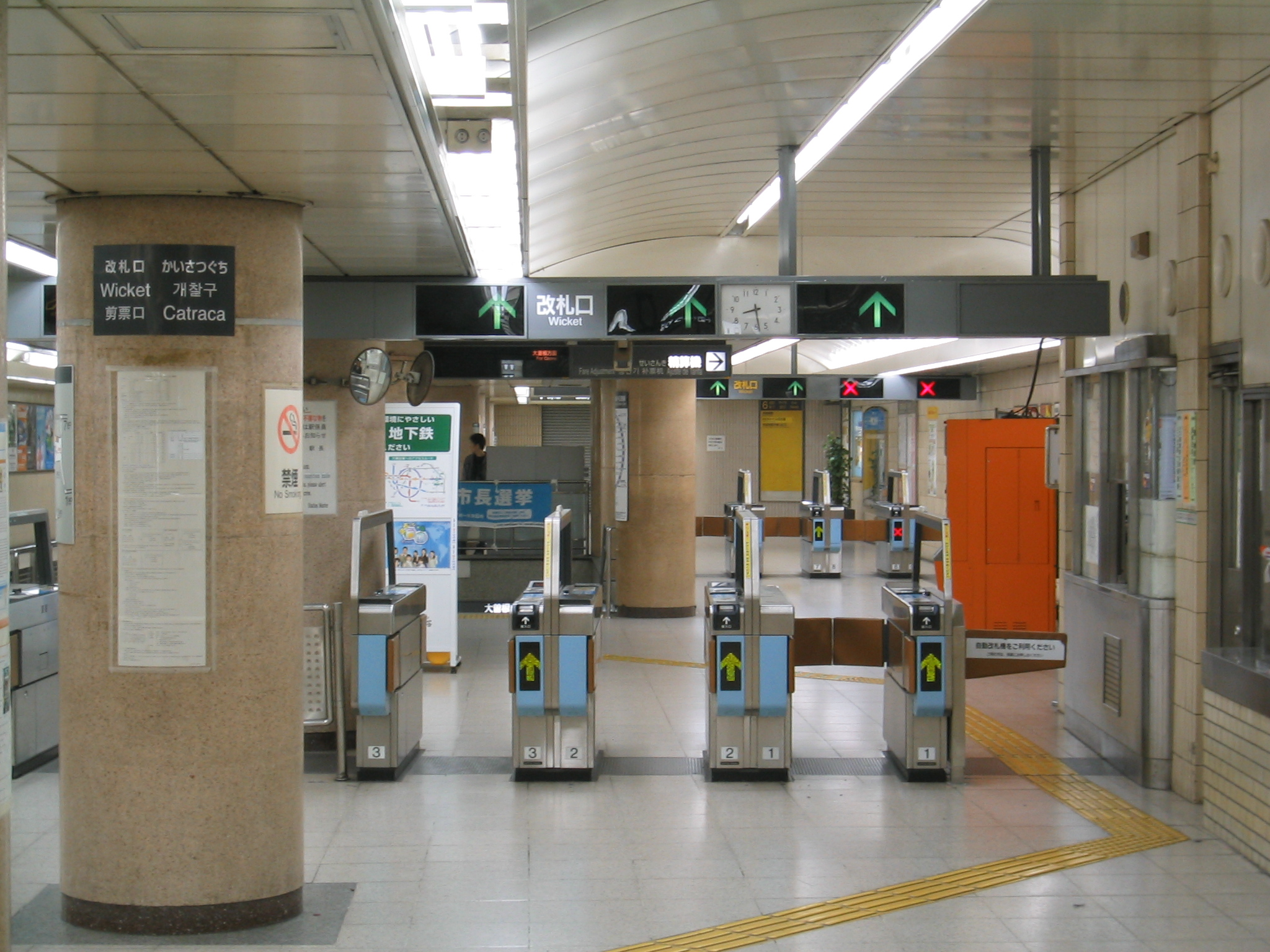
Portillons de contrôle

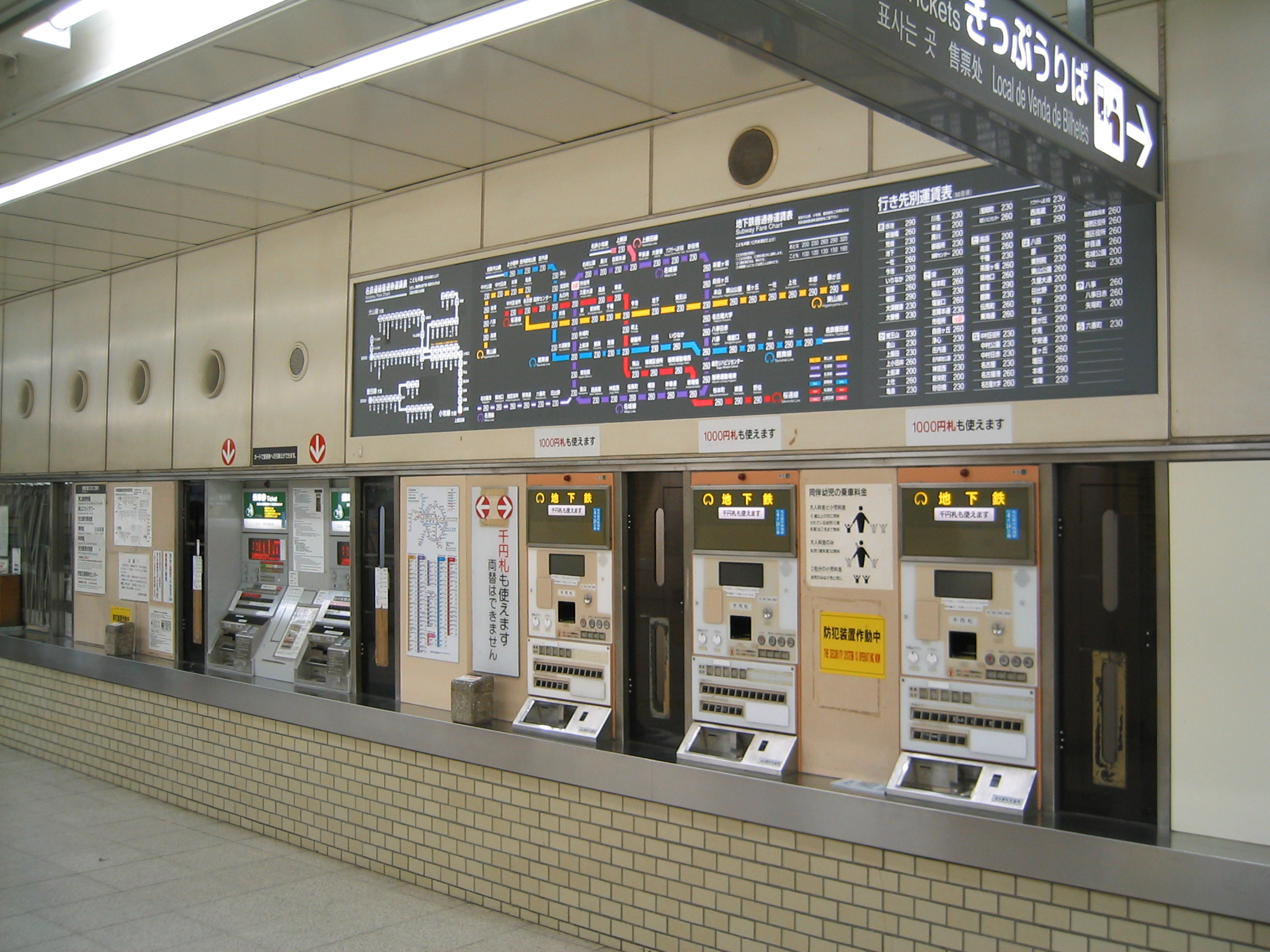
Distributeurs de billets

Le métro de Nagoya (名古屋市営地下鉄, Nagoya Shiei Chikatetsu) est l'un des systèmes de transport en commun desservant la ville de Nagoya. Mis en service en 1957, c'est le troisième métro du Japon après ceux de Tokyo et d'Osaka.
Le réseau est constitué de 6 lignes et 87 stations, pour une longueur totale d'un peu plus de 93 kilomètres. Il est géré par le Bureau des transports de la ville de Nagoya (名古屋市交通局, Nagoya-shi Kōtsūkyoku). En 2017, le métro a transporté environ 1,3 million de voyageurs par jour en moyenne. Toutes les voitures et toutes les stations sont équipées de la climatisation.

## Réseau
| Symbole | Ligne  | Nom         | Ouverture | Nom japonais | Longueur (km) | Stations | Ecartement (mm) |
| ------- | ------ | ----------- | --------- | ------------ | ------------- | -------- | --------------- |
|         | 1      | Higashiyama | 1957      | 東山線       | 20,6          | 22       | 1 435           |
|         | 2 et 4 | Meijō       | 1965      | 名城線       | 26,4          | 28       | 1 435           |
|         | 2      | Meikō       | 1971      | 名港線       | 6,0           | 7        | 1 435           |
|         | 3      | Tsurumai    | 1977      | 鶴舞線       | 20,4          | 20       | 1 067           |
|         | 6      | Sakura-dōri | 1989      | 桜通線       | 19,1          | 21       | 1 067           |
|         | 7      | Kamiiida    | 2003      | 上飯田線     | 0,8           | 2        | 1 067           |

### Ligne 1: Ligne Higashiyama
La ligne est la plus ancienne du réseau de Nagoya : elle comporte 22 stations et fait 20,6 km de long. Sa partie orientale est sur viaduc. Les trains, qui comportent 6 voitures, circulent avec une fréquence de 2 à 4 minutes. La voie est à l'écartement normal (1 435 mm) et l'alimentation se fait par troisième rail.

### Lignes 2/4: Lignes Meijō et Meikō
L'ensemble de ces 2 lignes fait 33 km de long et comporte 34 stations. La fréquence est de 3 à 10 minutes. Les rames, comme sur la ligne Higashiyama, comportent 6 voitures, circulent sur une voie à l'écartement normal et sont alimentées par troisième rail.
Après l'achèvement du tronçon Nagoya Daigaku - Aratama-bashi en 2004 le nom de ce qui était devenu une ligne circulaire a été changé en Meijō ("chateau de Nagoya"), alors qu'auparavant elle était connue sous le nom de ligne 4. Le tronçon entre Kanayama et Hafen est maintenant connu sous l'appellation ligne Meikō ("Port de Nagoya").

### Ligne 3: Ligne Tsurumai
La ligne a une longueur totale de 20,4 km et comporte 20 stations. La fréquence est de 4 à 10 minutes. Les rames comportent 6 voitures, avec un écartement de 1 067 mm et une alimentation par troisième rail. Les rames circulent également sur le réseau Meitetsu sur 2 lignes jusqu'aux gares de Toyotashi et Inuyama. Ces rames sont compatibles techniquement avec le réseau Meitetsu. En tenant compte de la circulation sur le réseau Meitetsu, la ligne s'étend sur 60 km.

### Ligne 6: Ligne Sakura-dōri
La ligne d'une longueur de 19,1 km comporte 21 stations et est parcourue par des rames avec une fréquence de 4 à 10 minutes. Les trains comportent 5 voitures et sont alimentés électriquement par caténaire. L'écartement de 1 067 mm. Sur le plan technique la ligne Sakura-dōri est semblable à la ligne Tsuramai; un prolongement sur le réseau Meitetsu est prévu pour de futurs prolongements, mais ceux-ci ne sont pas prévus avant 2020. La ligne de Sakura-dori permet d'accéder aux stations grâce à des ascenseurs.

### Ligne 7: Ligne Kamiiida
Cette ligne ne comporte que 2 stations dans la ville, puis continue sur la ligne Komaki de la Meitetsu et va jusqu'à Inuyama.

## Matériel roulant
| Série | Livraison | Constructeur           | Nombre de rame | Alimentation | Ecartement | Ligne desservie | Photo |
| ----- | --------- | ---------------------- | -------------- | ------------ | ---------- | --------------- | ----- |
| 5050  | 1992      | Nippon Sharyo          | 27             | 3ème rail    | 1435 mm    |                 |       |
| N1000 | 2008      | Nippon Sharyo          | 21             | 3ème rail    | 1435 mm    |                 |       |
| 2000  | 1989      | Hitachi, Nippon Sharyo | 36             | 3ème rail    | 1435 mm    |                 |       |
| 3050  | 1993      | Nippon Sharyo          | 10             | Caténaire    | 1067 mm    |                 |       |
| N3000 | 2012      | Hitachi, Nippon Sharyo | 16             | Caténaire    | 1067 mm    |                 |       |
| 6000  | 1987      | Nippon Sharyo          | 20             | Caténaire    | 1067 mm    |                 |       |
| 6050  | 2010      | Nippon Sharyo          | 4              | Caténaire    | 1067 mm    |                 |       |
| 7000  | 2003      | Nippon Sharyo          | 2              | Caténaire    | 1067 mm    |                 |       |

| Série | Livraison | Suppression                                | Constructeur           | Nombre de rame | Alimentation | Ecartement | Ligne desservie | Photo |
| ----- | --------- | ------------------------------------------ | ---------------------- | -------------- | ------------ | ---------- | --------------- | ----- |
| 100   | 1957      | 1999                                       | Hitachi                |                | 3ème rail    | 1435 mm    |                 |       |
| 300   | 1967      | 2000                                       | Hitachi                | 19             | 3ème rail    | 1435 mm    |                 |       |
| 5000  | 1980      | 2015 (transférés au Métro de Buenos Aires) | Hitachi                | 23             | 3ème rail    | 1435 mm    |                 |       |
| 1000  | 1967      | 2000                                       | Hitachi                |                | 3ème rail    | 1435 mm    |                 |       |
| 3000  | 1977      | 2023                                       | Hitachi, Nippon Sharyo | 23             | Caténaire    | 1067 mm    |                 |       |

## Correspondance avec les autres réseaux
- à Nagoya :
  - JR Central : lignes Chūō, Kansai, Tōkaidō et  Shinkansen Tōkaidō
  - Meitetsu : ligne Nagoya
  - Kintetsu : ligne Nagoya
  - Nagoya Seaside Rapid Railway : ligne Aonami
- à Chikusa et Tsurumai : ligne Chūō de la JR Central
- à Sakae : ligne Seto de la Meitetsu
- à Ōzone : ligne Chūō de la JR Central et ligne Seto de la Meitetsu
- à Kanayama : lignes Chūō et Tōkaidō de la JR Central et ligne Nagoya de la Meitetsu
- à Fujigaoka : Linimo (Un train à sustentation magnétique)

## Description du logo
Le logo du métro de Nagoya est une représentation simplifiée d'un tunnel dans lequel passe une rangée de rails, en plus de reprendre les lignes du Maruhachi, logo de la ville de Nagoya.